# Derek Mears
Derek Mears (ur. 29 kwietnia 1972 w Bakersfield, w Kalifornii) – amerykański aktor i kaskader filmowy.

## Życiorys
W 1990 ukończył Highland High School w rodzimym Bakersfield. Obecnie mieszka w Santa Clarita w hrabstwie Los Angeles.
W show-businessie aktywny od roku 1995. Występuje w fabularnych filmach kinowych i serialach telewizyjnych oraz sporadycznie w filmach kręconych na potrzeby telewizji. Wystąpił w roli Kameleona w horrorze Wzgórza mają oczy 2. Gościnnie pojawił się m.in. w serialach Ostry dyżur, Mistrzowie horroru i CSI: Kryminalne zagadki Nowego Jorku.
W lutym 2009 na ekranach światowych kin pojawił się slasher Piątek, trzynastego (Friday the 13th), remake klasycznego dreszczowca z 1980. Mears wcielił się w nim w rolę legendarnego psychopaty Jasona Voorheesa.
W 2010 zagrał w filmie Predators bezwzględnego obcego predatora. Wystąpił również w filmie Piraci z Karaibów: Na nieznanych wodach, gdzie wcielił się w jednego z zombie, a także w Arenie jako Brutus Jackson.

## Filmografia
- 2012: Agresja (The Aggression Scale) jako Chissom
- 2014: Zombie SS 2 jako Stavarin